# Efra, Syria
Efra, Evra hay Afrah (tiếng Ả Rập: إفرة) là một ngôi làng miền núi nhỏ thuộc huyện Qudsaya, Syria. Nó nằm ở 35   km từ thành phố Damascus và 10   km từ Ain al-Fijah. Độ cao là 1600   m. Theo Cục Thống kê Trung ương Syria, ngôi làng có dân số 1.029 người trong cuộc điều tra dân số năm 2004. Cư dân của nó chủ yếu là người Hồi giáo Sunni. Efra trải qua mùa đông lạnh và mùa hè nhẹ. Người dân làm việc chủ yếu trong nông nghiệp. Họ sản xuất nhiều loại trái cây khác nhau như quả sung, táo và anh đào. Ngôi làng từng là một khu nghỉ mát mùa hè La Mã cổ đại do thời tiết của nó.